# Domotex
Die Domotex (zusammengesetzt von domus = Haus und Textilie) ist eine internationale Messe für Teppiche und andere Fußbodenbeläge. Sie findet jährlich auf dem Messegelände Hannover statt. Die Domotex gilt als weltweite Leitmesse für ihre Branchen.

## Daten und Fakten
Im Jahr 2011 fand die Domotex vom 15. bis 18. Januar statt. Sie hatte rund 1200 Aussteller. Im Jahr 2010 hatte die Domotex 38.704 Besucher aus 82 Ländern, 56 % der Besucher kamen aus dem Ausland. Veranstalter der Domotex ist die Deutsche Messe AG mit Sitz in Hannover. Die Domotex findet meist in der zweiten Januar-Woche statt. Die Domotex 2020 findet vom 10. bis 13. Januar statt.

### Auszeichnungen
Alljährlich wird auf der Messe der Carpet Design Award verliehen. Er geht, gewählt von einer Jury, an den kreativsten und innovativsten Teppich-Designer. Kriterien für die Wahl sind Design, Qualität, innovative Gestaltung und Technik. 2011 nahmen 189 handgefertigte Teppiche aus 21 Ländern teil. Seit 2013 zeichnet eine Jury die Innovations@Domotex aus, eine Auswahl der wichtigsten Neuheiten der Aussteller.